# Pliniella
Pliniella is een geslacht van wantsen uit de familie van de Miridae (blindwantsen). Het geslacht werd voor het eerst wetenschappelijk beschreven door Ernst Evald Bergroth in 1922.

## Soorten
Het genus bevat de volgende soorten:

- Pliniella columbiensis Carvalho, 1989
- Pliniella peruana Carvalho, 1991
- Pliniella sacerdotula Bergroth, 1922